# Lalanne (Gers)
Lalanne è un comune francese di 115 abitanti situato nel dipartimento del Gers nella regione dell'Occitania.

## Società

### Evoluzione demografica
Abitanti censiti